# Asesinatos de la familia Watts
Los asesinatos de la familia Watts ocurrieron en Frederick (Colorado, Estados Unidos) durante las primeras horas de la mañana del 13 de agosto de 2018. Christopher Lee Watts (nacido el 16 de mayo de 1985) admitió haber asesinado a su esposa embarazada, Shanann Cathryn Watts (de soltera Rzucek; nacida el 10 de enero de 1984), por estrangulamiento. Más tarde admitió haber matado a sus hijas, Bella, de cuatro años, y Celeste, de tres, asfixiándolas con una manta sobre sus cabezas. El 6 de noviembre de 2018, Watts se declaró culpable de múltiples cargos de asesinato en primer grado como parte de un acuerdo de declaración de culpabilidad cuando la pena de muerte (que luego fue abolida en Colorado en 2020) fue eliminada de la sentencia. Fue condenado a cinco cadenas perpetuas sin posibilidad de libertad condicional, tres de ellas consecutivas.

## Trasfondo
Christopher Watts y Shanann Rzucek eran originarios del estado de Carolina del Norte, Christopher era de Spring Lake y Shanann de Aberdeen. Se conocieron en 2010 y se casaron en el condado de Mecklenburg el 3 de noviembre de 2012. La pareja tuvo dos hijas: Bella Marie Watts (nacida el 17 de diciembre de 2013) y Celeste Cathryn "CeCe" Watts (nacida el 17 de julio de 2015). En el momento de su muerte, Shanann estaba embarazada de cuatro meses de un hijo que se llamaría Nico.
La familia Watts vivía en una casa de cinco habitaciones en Frederick (Colorado), que compraron en 2013, y se declararon en bancarrota en 2015. Christopher era empleado de Anadarko Petroleum, mientras que Shanann trabajaba desde casa vendiendo un producto llamado Thrive para la empresa de marketing multinivel Le-Vel.

## Desaparición
Aproximadamente a la 1:48 horas de la madrugada del 13 de agosto de 2018, Shanann, que regresaba de un viaje de negocios a Arizona, fue llevada a casa por su amiga y colega Nickole Utoft Atkinson. Christopher estaba en casa con sus hijas. Más tarde, ese mismo día, Nickole Atkinson denunció la desaparición de Shanann y las niñas, ya que se preocupó cuando Shanann faltó a una cita programada de obstetricia y ginecología y no respondió a sus mensajes de texto. Después de que Shanann se perdiera una reunión de negocios, Atkinson fue a mediodía a la residencia Watts, alrededor de las 12:10 horas. Cuando el timbre y los golpes a la puerta no fueron respondidos, Atkinson notificó a Christopher, que estaba en el trabajo, y llamó al Departamento de Policía de Frederick.
Un oficial de policía de Frederick llegó para realizar un control de bienestar alrededor de las 13:40 horas de la tarde. Durante el control, Christopher le dio permiso al oficial de policía para registrar la casa, donde el perro de la familia fue descubierto ileso, pero no se encontró ninguna señal de Shanann o de las niñas. Los agentes descubrieron que el bolso de Shanann contenía su teléfono móvil y sus llaves. Su coche, que todavía contenía los asientos de seguridad de las niñas, estaba en el garaje. El anillo de bodas de Shanann fue encontrado en la mesita de noche.
El FBI y la Oficina de Investigaciones de Colorado (CBI) se unieron a la investigación al día siguiente. Christopher inicialmente le dijo a la policía que no tenía idea de dónde podría estar su familia y que no había visto a su esposa desde las 5:15 horas de la madrugada del día anterior, cuando se fue a trabajar. Dio entrevistas a las cadenas televisivas Denver KMGH-TV y KUSA-TV en el exterior de la casa, pidiendo el regreso de su esposa e hijas. Se pudo escuchar a los investigadores con perros de búsqueda en la propiedad durante la entrevista.

## Procedimientos legales

### Arresto y cargos
Christopher fue arrestado el 15 de agosto de 2018. Según la declaración jurada de arresto y las imágenes de una cámara de seguridad en la sala de entrevistas, no pasó una prueba de polígrafo y posteriormente confesó haber asesinado a Shanann. Pidió hablar con su padre antes de confesar. Según la declaración jurada, Christopher estaba teniendo una aventura y afirmó que pidió la separación a Shanann. Durante la investigación, afirmó que Shanann había estrangulado a las niñas en respuesta a su solicitud de separación y que luego él la estranguló a ella en un ataque de rabia y transportó los cuerpos a un lugar remoto de almacenamiento de petróleo alquilado por su empleador, Anadarko Petroleum.
Christopher fue despedido por la empresa el 15 de agosto, el día de su arresto. Las autoridades localizaron los cuerpos de la familia Watts en el sitio de Anadarko Petroleum el 16 de agosto. Los cuerpos de las niñas fueron encontrados en tanques de almacenamiento de crudo, mientras que Shanann estaba enterrada en una  fosa poco profunda cerca de allí.
El 21 de agosto, Christopher fue acusado de cuatro cargos de asesinato en primer grado, incluido un cargo adicional citado como "muerte de un niño que aún no había cumplido los 12 años de edad y el acusado se encontraba en un puesto de confianza", interrupción ilegal de un embarazo y tres cargos de manipulación de un cuerpo humano fallecido. Se le negó la libertad bajo fianza en su primera comparecencia ante el tribunal. En una audiencia posterior, su fianza se fijó en 5 millones de dólares, y se le pidió que pagara el 15% para ser liberado.
El caso fue tratado en los medios de comunicación como un familicidio. Muchos de estos delitos ocurren en agosto, antes de que comiencen las clases, lo que puede retrasar la detección e investigación. Según la experfiladora del FBI Candice DeLong, casos como el de los Watts son raros porque "los aniquiladores familiares suelen suicidarse después de los asesinatos", una acción que Christopher afirmó haber contemplado por culpa de sus acciones.
El abogado de Christopher llegó a afirmar que su cliente confesó haber matado a Shanann después de una discusión sobre el divorcio. Christopher luego le dijo que Shanann estaba enferma. Cargó el cuerpo de Shanann y a las niñas, sin sus asientos de seguridad, en el asiento trasero de su camioneta de trabajo. Más tarde asfixió a las niñas, una después de la otra, con una manta en el sitio donde se hallaron los cuerpos.

### Acuerdo de declaración de culpabilidad y sentencia
Christopher se declaró culpable de los asesinatos el 6 de noviembre. El fiscal de distrito no propuso la pena de muerte a petición de la familia de Shanann, que no deseaba más muertes. Apoyaron su decisión de aceptar el acuerdo con la fiscalía. El 19 de noviembre fue condenado a cinco cadenas perpetuas, tres consecutivas y dos simultáneas, sin posibilidad de libertad condicional. Recibió 48 años adicionales por la interrupción ilegal del embarazo de Shanann y 36 años por tres cargos de manipulación de un cuerpo fallecido. Su sentencia comenzó de inmediato.
El 3 de diciembre de 2018, Christopher fue trasladado a un lugar fuera del estado debido a "problemas de seguridad". El 5 de diciembre llegó a la Institución Correccional de Dodge, una prisión de máxima seguridad en Waupun (Wisconsin), para continuar cumpliendo sus cadenas perpetuas.

## En los medios audiovisuales
En un episodio de diciembre de 2018 del programa 20/20 de ABC News, los padres de Shanann fueron entrevistados por primera vez desde los asesinatos. HLN emitió un informe especial ese mismo mes, en el que se revelaron imágenes de Christopher de las cámaras del cuerpo de la policía y las cámaras de seguridad en la sala de entrevistas de la comisaría de policía. En una entrevista grabada publicada por el CBI con la amante de Christopher, Nichol Kessinger, esta reveló sus cambios de comportamiento en los días previos a los asesinatos.
En un episodio de diciembre de 2018 del programa de entrevistas estadounidense El show del Dr. Phil, su presentador, Phil McGraw, consultó con cuatro expertos en delitos: la exfiscal y periodista de televisión Nancy Grace, la experista de perfiles del FBI Candice DeLong, el consultor de aplicación de la ley Steve Kardian y la experta en lenguaje corporal Susan Constantine. Los expertos analizaron la motivación, la vida secreta y el perfil de Christopher. En un episodio de enero de 2019 del programa de entrevistas The Dr. Oz Show, uno de los vecinos de la pareja fue entrevistado para verter sus comentarios sobre el caso.
En junio de 2021, Inside Edition informó más confesiones de Chris Watts a un amigo por correspondencia. En varias cartas, Watts explicó que había planeado el asesinato durante varias semanas y que él le suministró oxicodona a su esposa con la esperanza de interrumpir su embarazo. Él "pensó que sería más fácil estar con Nichol si Shanann no estaba embarazada". También ofreció nuevos detalles sobre el asesinato de sus hijas: intentó asfixiarlas en sus camas en su casa, pero fracasó.
El 30 de septiembre de 2020, Netflix lanzó American Murder: The Family Next Door, un documental sobre los asesinatos. El documental presentó imágenes de archivo que incluían películas caseras y publicaciones en redes sociales de la familia, mensajes de texto y grabaciones policiales.